# La Tolla (Bóixols)

La Tolla, respecte del terme d'Abella de la Conca

La Tolla és un indret i partida del terme municipal d'Abella de la Conca, a la comarca del Pallars Jussà, en territori del poble de Bóixols.
Està situat al nord de Bóixols, al començament del Camí del Tossal, a migdia de Les Solanetes. És a llevant del barranc de Cal Mascarell, al nord-est de Cal Mateu.
Es tracta d'una partida formada per camps de conreu.

## Etimologia
Tal com estableix Joan Coromines, el mot tolla, o toll prové del mot comú que significa gorg o clot d'aigua.